# Waiting for the Dawn
A Waiting for the Dawn a Kotipelto nevű finn power metal együttes első nagylemeze. A rajta hallható számokban nagy szerepet kapnak az ősi egyiptomi témák, dallamok, mitikus elemek.
2002-ben került a piacra, a rajta található összes számot Timo Kotipelto írta. Megjelenésére a Stratovarius 2002-es szünete adott lehetőséget, amikor is a zenekar több tagja, köztük az énekes Kotipelto is hosszabb szabadságra ment.
Az album kiadását egy kislemez előzte meg, amely Beginning címmel jelent meg 2002-ben, és mindössze egy szám, a címadó Beginning található meg rajta.

## A lemez tartalma
- 1. Intro - 0:59
- 2. Travel Through Time - 3:57
- 4. Beginning - 3:41
- 5. Lord of Eternity - 4:04
- 6. Knowledge and Wisdom - 3:54
- 7. Battle of the Gods - 5:05
- 8. Beauty Has Come - 4:54
- 9. Vizier - 4:20
- 10. Chosen by Re - 7:16
- 11. Waiting For the Dawn - 5:20
- 12. Arise - 6:20
- 13. Movement of the Nile - 2:24

### Bónusz számok
- Book Of The Dead (Finnország)
- Secret Name (Japán)

## A zenekar felállása
- Timo Kotipelto (ének)
- Michael Romeo (gitár)
- Roland Grapow (gitár)
- Jari Kainulainen (basszusgitár)
- Sami Virtanen (gitár)
- Mikko Härkin (billentyűk)
- Gas Lipstick (dobok)